# انفجار گاز

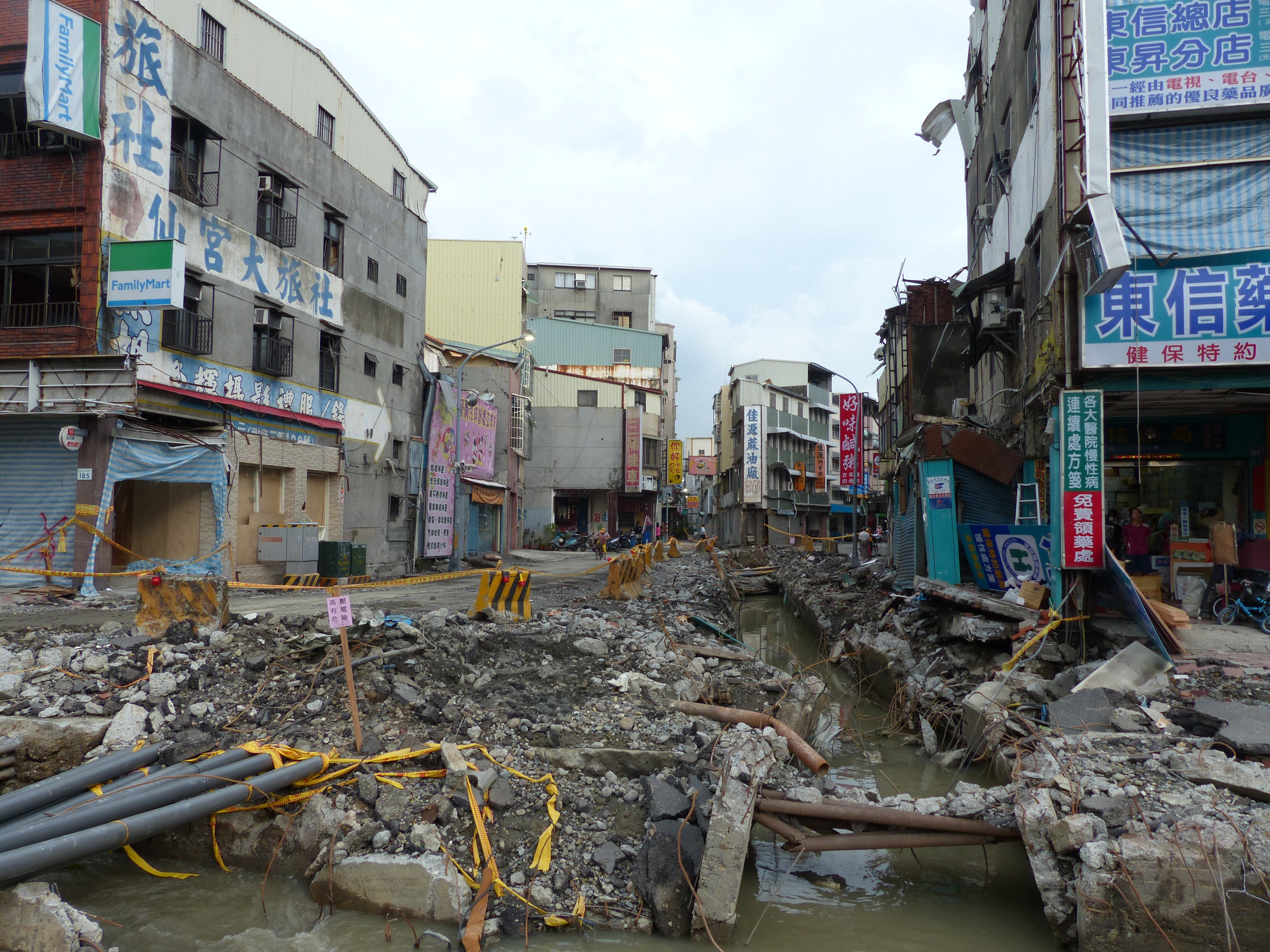
انفجار گاز کائوهسیونگ، تایوان، در ۳۱ ژوئیه ۲۰۱۴

انفجار گاز، انفجاریست ناشی از مخلوط شدن گاز با هوا در حضور منبع احتراق و معمولاً در اثر نشت گاز صورت می‌گیرد. در حوادث خانگی، گازهایی عامل انفجار هستند که برای گرمایش یا پخت و پز مانند گاز طبیعی، متان، پروپان و بوتان استفاده می‌شوند. در انفجارهای صنعتی بسیاری از گازهای دیگر مانند هیدروژن، بنزین تبخیر شده (گازی) یا اتانول نقش مهمی ایفا می‌کنند. برای جلوگیری از احتراق می‌توان با استفاده از موانع ایمنی از انفجار گازهای صنعتی جلوگیری کرد.

## محدوده انفجار
اینکه آیا مخلوطی از هوا و گاز قابل احتراق است بستگی به نسبت هوا-سوخت دارد. برای هر سوخت، احتراق فقط در محدوده خاصی از غلظت رخ می‌دهد، که به نام محدوده اشتعال شناخته می‌شود. به عنوان مثال، برای متان و بخار بنزین، این محدوده به ترتیب ۵–۱۵٪ و ۱٫۴–۷٫۶٪ گاز به هوا است. انفجار تنها زمانی رخ می‌دهد که غلظت سوخت در این محدوده باشد.

## لیست بعضی انفجارهای گاز

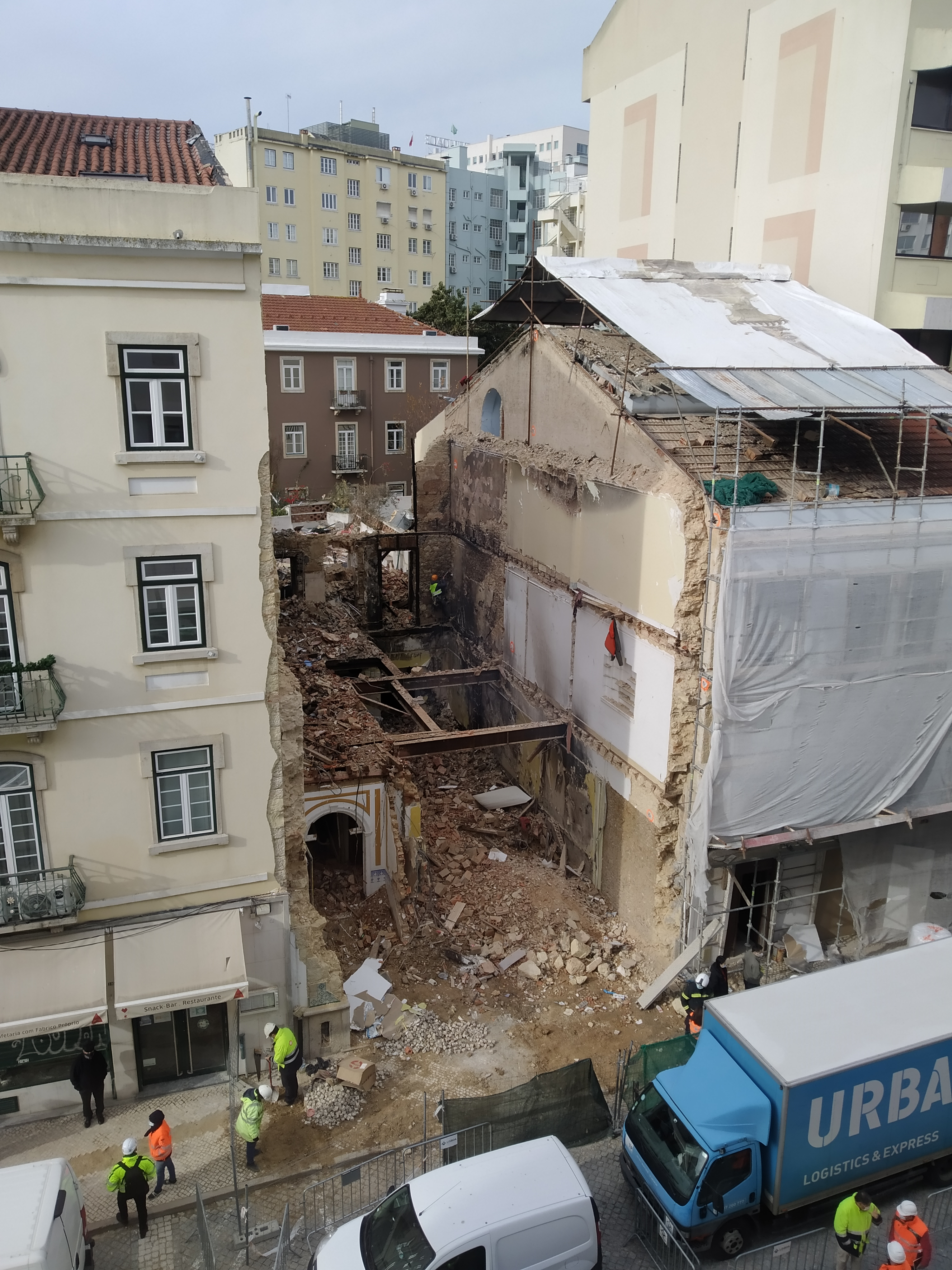
انفجار گاز در ۲۰۲۰ سنتو آنتونیو، لیسبون

- جورج ادواردز، نماینده فدرال استرالیا و یک مکانیک گاز در ۴ فوریه ۱۹۱۱، در اثر انفجار یک گازسنج در املاک ادواردز در تورامورا، نیو ساوت ولز، کشته شدند.[۳][۴]
- انفجار گاز سنج پیتسبورگ در صبح روز ۱۴ نوامبر ۱۹۲۷، در ضلع شمالی پیتسبورگ رخ داد. یک گازسنج بزرگ منفجر شد و ۲۸ نفر کشته و صدها نفر زخمی شدند.
- فاجعه مادر ماین در ۱۹ مه ۱۹۲۸ در ۴:۰۷ بعد از ظهر در مادر، پنسیلوانیا رخ داد. انفجار گاز متان و گرد و غبار، منجر به کشته شدن ۱۹۵ نفر شد.[۵][۶]
- انفجار مدرسه نیو لندن در ۱۸ مارس ۱۹۳۷ رخ داد، نشت گاز طبیعی باعث شد مدرسه نیو لندن شهر نیو لندن، تگزاس در اثر انفجار ویران شود. در این فاجعه سیصد دانش آموز و معلم را کشت.
- ریدینگ، پنسیلوانیا در ۹ ژانویه ۱۹۶۸ انفجار گاز نه کشته و دو خانه ویران برجای گذاشت. سخنگوی شرکت گاز گفت کارگران ریدینگ که در خیابان برای تعمیر خط لوله حفاری می‌کردند، اندکی قبل از انفجار به خط گاز برخورد کرده بودند.[۷]
- در ۱۹ اوت ۲۰۰۰، خط لوله انتقال گاز طبیعی شکسته شد و آتش‌سوزی ۱۲ نفر از مسافران در نزدیکی کارلسباد، نیومکزیکو را کشت.[۸]
- در ۱۷ ژانویه ۲۰۰۱، گاز طبیعی ذخیره شده زیر زمینی در هاچینسون، کانزاس، به غارهای نمکی نشت کرد و دو انفجار، در نتیجه نشت رخ داد. در انفجار اول دو کسب و کار را ویران شد و به ۲۶ کارخانه دیگر آسیب رسید و در انفجار دوم تریلر یک پارک ویران و دو نفر کشته شدند. سوراخ‌ها و نشت گاز در سراسر شهر شکل گرفت و جهت جلوگیری از انفجارهای دیگر گازهای داخل لوله به آرامی سوزانده شد.[۹]ریزش ساختمان پلاسکو بعد از آتش‌سوزی ۱۹ ژانویه ۲۰۱۷

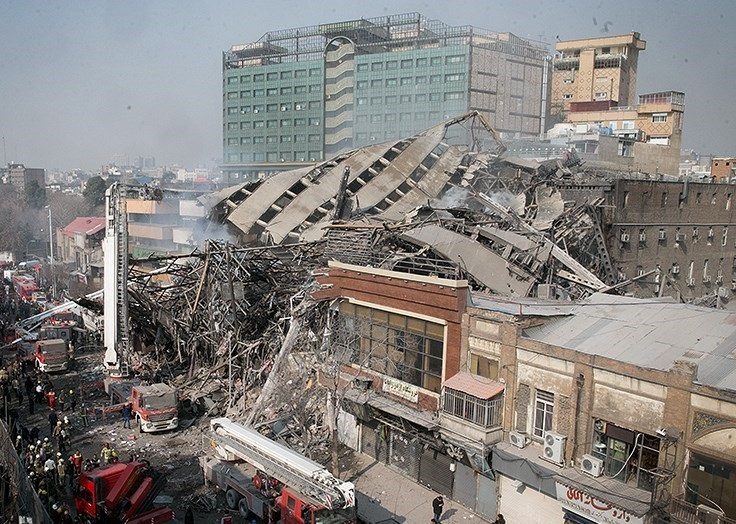
ریزش ساختمان پلاسکو بعد از آتش‌سوزی ۱۹ ژانویه ۲۰۱۷

- در ۱۰ فوریه ۲۰۱۱ در آلنتاون، پنسیلوانیا، انفجار گاز باعث کشته شدن ۵ نفر شد.[۱۰]
- ۱۴ اوت ۲۰۱۲ در برنت وود، نیویورک (شهرستان سافولک، نیویورک؛ لانگ آیلند) انفجار گاز مشکوک باعث آتش‌سوزی، کشته شدن یک کودک و زخمی شدن ۱۷ نفر شد.[۱۱]
- در نتیجه انفجار گاز روزاریو ۲۰۱۳ در آرژانتین، ۶ اوت ۲۰۱۳، ۲۱ کشته، خانه‌های بسیاری تخریب و ساکنان این خانه‌ها زخمی شدند.[۱۲]
- در ۱۹ ژانویه ۲۰۱۷، انفجار در ساختمان پلاسکوی تهران باعث ایجاد آتش‌سوزی در طبقه نهم، حدود ساعت ۰۷:۵۰ به وقت محلی (۰۴:۲۰ به وقت گرینویچ) شد. در پایان این آتش‌سوزی ساختمان، فرور ریخت و ۱۶ آتش‌نشان و ۶ فرد دیگر کشته و ۲۳۵ نفر زخمی شدند.[۱۳][۱۴][۱۵]
- در ۳۰ ژوئیه ۲۰۲۰ یک انفجار گاز در رستوران شبو شابو در کوریاما، استان فوکوشیما، این رستوران را ویران، یک نفر را کشته و ۱۹ نفر را مجروح کرد.[۱۶]